# Slavník
Slavník (overleden op 18 maart 981) was een 10e-eeuwse Boheemse edelman, politiek figuur en stichter van het Huis Slavník.

## Biografie
Slavník wordt omschreven als opperheer van Libice nad Cidlinou en een dominus terrae die aanzienlijke landerijen (Poděbrady, Kutná Hora) in Midden-Bohemen bezat. Hij staat bekend om zijn verzoenende politiekbedrijving met Praag. De prins liet rond 950 een kasteel in Libice bouwen. Gezien de strategische relevantie van het gebied voor de Přemysliden is het aannemelijk dat Boleslav I van Bohemen Slavník als zijn gouverneur heeft benoemd. De Slavníks en de Přemysliden onderhielden in die tijd sterke banden met elkaar.
Slavník verwerkte zeven zonen bij ten minste twee vrouwen. Zijn oudste zoon Soběslav volgde hem op.